# Nasushiobara

Nasushiobara (那須塩原市 Nasushiobara-shi?) este un municipiu din Japonia, prefectura Tochigi.